# Marinje Zemlje
Marine Zemlje is een plaats in de gemeente Vis in de Kroatische provincie Split-Dalmatië. De plaats telt 35 inwoners (2001).